# Mistrzostwa Polski w Tenisie Stołowym 2004
Mistrzostwa Polski w Tenisie Stołowym 2004 – 72. edycja mistrzostw, która odbyła się w dniach 26–28 marca 2004 roku w Krakowie.

## Medaliści
| Konkurencja             | Złoty                                                                    | Srebrny                                                                 | Brązowy |
| Gra pojedyncza mężczyzn | Tomasz Krzeszewski (Hoengen Alsdorf)                                     | Lucjan Błaszczyk (TTC Grenzau)                                          | Marcin Kusiński (Odra Księginice) Daniel Górak (Garde du Voeu Hennebont)                                                                                            |
| Gra pojedyncza kobiet   | Joanna Narkiewicz (AZS Częstochowa)                                      | Monika Pietkiewicz (KTS Tarnobrzeg)                                     | Magdalena Cichocka (AZS Wrocław) Anna Smykowska (KTS Tarnobrzeg) |
| Gra podwójna mężczyzn   | Lucjan Błaszczyk (TTC Grenzau) Tomasz Krzeszewski (Hoengen Alsdorf)      | Maciej Pietkiewicz (AZS PW Wrocław) Piotr Chmiel (AZS PW Wrocław)       | Marek Prądziński (Tęcza Nowa Wieś Lęborska) Michał Gołdyn (AZS Politechnika Śląska Gliwice) Tomasz Redzimski (ZKS Zielona Góra) Grzegorz Adamiak (ZKS Zielona Góra) |
| Gra podwójna kobiet     | Marta Piłka (Bronowianka Kraków) Magdalena Górowska (Bronowianka Kraków) | Monika Perzyna (GLKS Nadarzyn) Renata Krawczyk (AZS AE Wrocław)         | Patrycja Molik (Górnik Mysłowice) Beata Molik (Górnik Mysłowice) Agata Pastor (Pogoń Siedlce) Anna Janta-Lipińska (Bronowianka Kraków)                              |
| Gra mieszana            | Lucjan Błaszczyk (TTC Grenzau) Anna Janta-Lipińska (Bronowianka Kraków)  | Daniel Górak (Garde du Voeu Hennebont) Magdalena Cichocka (AZS Wrocław) | Karol Szostek (AZS Politechnika Śląska Gliwice) Xu Jie (AZS WSP Częstochowa) Bartosz Such (Odra Księginice) Magdalena Cichocka (AZS AE Wrocław)                     |